# Petőfibánya
Petőfibánya est un village et une commune du comitat de Heves en Hongrie.

## Géographie
Petőfibánya est situé à 15 kilomètres de Hatvan, dans la micro-région de Mátraalja, sur les contreforts de la chaîne de montagne : la Mátra. Le village est construit le long de l'autoroute Lőrinci-Rózsaszentmárton, proche de la rivière Zagyva.

## Histoire
Petőfibánya est une petite ville nouvelle récente construite entre 1945 et 1965. Originellement, un petit village occupait le site appelé Pernyepuszta. Une mine de charbon a été exploitée en 1942, puis l'exploitation du lignite environnant commença en 1945. Le village a été renommé Pernyebánya cette même année et Petőfibánya en 1948 (bánya voulant dire « mine » en hongrois).
La mine état gérée par Petőfi Mining Company qui a construit une centrale électrique dans les environs de Lőrinci. Petőfibánya faisait partie de la municipalité de Lőrinci jusqu'en 1989 lorsqu'elle devint une municipalité indépendante. L'entreprise minière a aussi construit une usine de machine d'extraction minière à Petőfibánya. D'autres activités industrielles s'y sont par la suite implantées. Le nom actuel de la ville est une référence à l'entreprise publique Petőfi qui reprend le nom de Sándor Petőfi, le poète des Hongrois.
Dans les années 1950 et 1960 des immeubles et des bâtiments publics ont été érigées dans un style typique du réalisme socialiste propre à cette période. Petőfibánya n'est jamais devenue une ville industrielle importante du fait de la cessation d'exploitation de la mine de lignite au milieu des années 1960. Le développement de la ville a connu une fin abrupte.
Les conséquences économiques des événements de 1989 ont durement touché Petőfibánya. Dans les années 1990, le taux de chômage était de plus de 30% et un nombre important d'habitants a quitté la ville. Aujourd'hui Petőfibánya est un modèle et un "musée à ciel ouvert" étrange des plans d'urbanisme des années 1950.